# Matthäus Roritzer

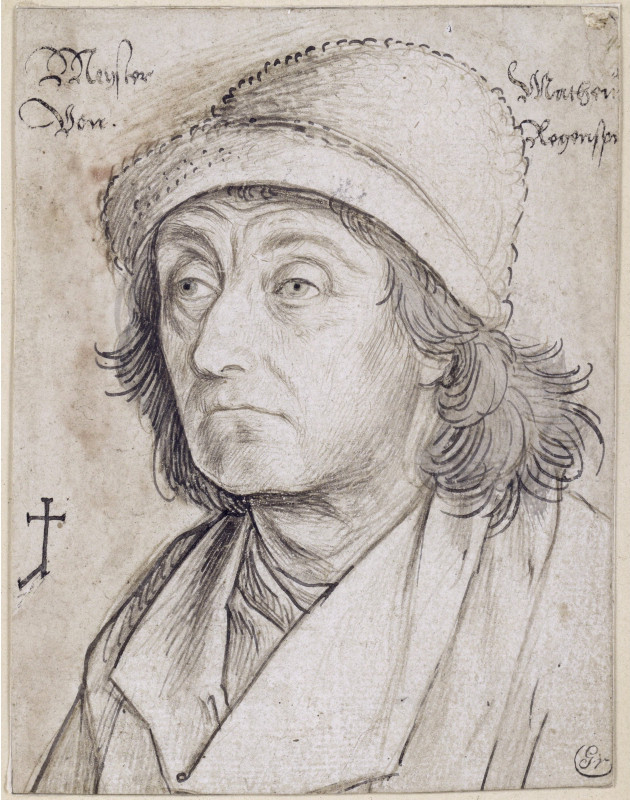
Roritzer, Porträt von Hans Holbein d. Ä.

Matthäus Roritzer, auch Roriczer (* um 1430/40 vermutlich in Regensburg; † um 1492/95), war ein deutscher Baumeister, Buchdrucker und früher Vertreter der Architekturtheorie in Deutschland. Er war der älteste Sohn von Konrad Roritzer, dem Regensburger Dombaumeister.

## Leben
In der Familie des Matthäus Roritzer hatte das Steinmetzhandwerk eine lange Tradition. Schon sein Großvater Wenzel und sein Vater Konrad waren Dombaumeister in Regensburg gewesen. Seine erste Ausbildung erhielt er vermutlich im Familienzusammenhang in Regensburg; 1462 folgte er seinem Vater nach Nürnberg, wo er 1463 als Bürger aufgenommen wurde; anschließend hielt er sich über einen unbekannten Zeitraum bei dem Baumeister Hans Böblinger und am Hof des Eichstätter Fürstbischofs Wilhelm von Reichenau auf, ehe ihm 1476 das Regensburger Bürgerrecht verliehen wurde. Hier löste er seinen Vater als Dombaumeister ab und blieb dies bis zu seinem Tod um 1495.
Matthäus Roritzer war verheiratet und es ist belegt, dass seine Tochter Martha 1498 den Steinmetzen Hans Prem aus Regensburg heiratete.
Aus der Zeit um 1485/90 ist eine Silberstiftzeichnung von Hans Holbein d. Ä. erhalten, die über eine Beischrift als Porträt des Matthäus Roritzer ausgewiesen ist.

## Werk
In Nürnberg war Matthäus Roritzer von 1462 bis 1466 zusammen mit seinem Vater Konrad für den Bau Hallenchors der Stadtpfarrkirche St. Lorenz zuständig. Hier führte er 1464 die Wölbung der Oberen Sakristei aus. Zahlreiche Indizien sprechen dafür, dass er anschließend das aufwendige Gewölbe des Binnenchors plante und vorbereitete, dessen bauliche Ausführung jedoch seinem Nachfolger Jacob Grimm zufiel. Im Anschluss daran arbeitete er unter Hans Böblinger an der Frauenkirche in Esslingen.
1472/73 trat Roritzer in den Dienst des Bischofs von Eichstätt, Wilhelm von Reichenau, und des dortigen Domkapitels. Hier arbeitete er an der Domkapitelschen Sakristei mit und diskutierte Fragen der Architekturtheorie mit dem humanistisch gebildeten Bischof.
1476 war Roritzer wieder in seine Heimatstadt Regensburg zurückgekehrt, wo er als Dombaumeister die Nachfolge seines (noch lebenden) Vaters antrat. Unter seiner Leitung wurden der Westgiebel des Regensburger Doms mit dem Eicheltürmchen sowie das dritte Geschoss des Nordturms errichtet. Für das Dominnere fertigte Matthäus die Kanzel (1482) sowie das Sakramentshaus. Seine Bedeutung als praktisch wie theoretisch tätiger Werkmeister wurde erst in der jüngst erschienen Literatur entsprechend gewürdigt.
Es wurde versucht, Matthäus Roritzer mit dem Bau von Festungsanlagen wie dem Neuen Schloss in Ingolstadt oder dem Ausbau des herzoglichen Residenzschlosses in Burghausen in Verbindung zu bringen. Dererlei Tätigkeiten sind für ihn jedoch weder belegt noch wahrscheinlich.

## Autor und Drucker
Matthäus Roritzer war Autor des Büchleins der Fialen Gerechtigkeit (1486), das er selbst druckte. Dieses dem Eichstätter Bischof Wilhelm von Reichenau gewidmete Werk war eines der bedeutsamen Werkmeisterbücher bzw. Architekturtraktate in der Zeit der Spätgotik und beginnenden Renaissance. Roritzer führt darin mittels Text und Schaubildern eine Möglichkeit der geometrischen Entwicklung von Grund- und Aufriss einer Fiale vor. Ein weiteres Traktat von ihm war die sogenannte Geometria Deutsch (1487/88) und eine Schrift über die Konstruktion eines Wimpergs. Ferner druckte er mehrere Einblätter.
Vermutlich richteten sich diese Schriften weniger an die Handwerker, die diese Methoden in ihrer praktischen Lehrausbildung auch ohne Bücher lernten, sondern an ein durch den Humanismus beeinflusstes, gebildetes Publikum, das zunehmend auch an architektonischen Themen interessiert war und hier intellektuelle Parallelen zur mathematischen und geometrischen Fundierung der Architektur des antiken Theoretikers Vitruv fand.

### Werke
- Matthäus Roriczer: Büchlein von der Fialen Gerechtigkeit / Die Geometria Deutsch. Faksimile der Originalausgaben Regensburg 1486–1488. Mit einem Nachwort und Textübertragung herausgegeben von Ferdinand Geldner. Guido Pressler Verlag, Hürtgenwald 1999, ISBN 3-87646-086-7.

### Sekundärliteratur
nach Autoren / Herausgebern alphabetisch geordnet 
- Ulrich Coenen: Die spätgotischen Werkmeisterbücher in Deutschland. Untersuchung und Edition der Lehrschriften für Entwurf und Ausführung von Sakralbauten. 2. Auflage. München 1990.
- Ulrich Coenen: Architekturtheorie und Entwurfslehre im Mittelalter. In: Ralph Johannes (Hrsg.): Entwerfen. Architektenausbildung in Europa von Vitruv bis Mitte des 20. Jahrhunderts. Geschichte – Theorie – Praxis. Junius, Hamburg 2009, S. 196–214.
- Jakob Franck: Roriczer, Matthäus. In: Allgemeine Deutsche Biographie (ADB). Band 24, Duncker & Humblot, Leipzig 1887, S. 15.
- Markus T. Huber: Die Westfassade des Regensburger Doms. Konvention und Innovation in einem spätmittelalterlichen Hüttenbetrieb. Schnell & Steiner, Regensburg 2014, ISBN 978-3-7954-2820-4, S. 44–46, 310–336, 344–346.
- Markus T. Huber: Der Regensburger Dombaumeister Matthäus Roriczer – ein Berufsleben zwischen Steinmetzhütte und Studierstube. In: INSITU – Zeitschrift für Architekturgeschichte, 10. Jg., 1/2018, S. 51–64.
- Markus T. Huber: Roritzer, Matthäus. In: Allgemeines Künstlerlexikon. Die Bildenden Künstler aller Zeiten und Völker (AKL). Band 99, De Gruyter, Berlin 2018, ISBN 978-3-11-023265-3, S. 378.
- Renate Klinnert: Matthäus Roritzer. In: Hubertus Günther (Hrsg.): Deutsche Architekturtheorie zwischen Gotik und Renaissance. Darmstadt 1988, S. 31–36.
- Peter Morsbach: Die Erbauer des Doms. Die Geschichte Der Regensburger Dommeisterfamilie Roriczer-Engel. Regensburg 2009, S. 99–122.
- Peter Morsbach: Roriczer. In: Neue Deutsche Biographie (NDB). Band 22, Duncker & Humblot, Berlin 2005, ISBN 3-428-11203-2, S. 35 f. (Digitalisat).
- Lothar Schmidt: Über die schwere Geburt des deutschen Architekturtraktats. Die Wiegendrucke Mathes Roriczers und Hanns Schmuttermayers. In: Scholion 3 (2004), S. 168–174. Volltext bei academia.edu
- Wolfgang Strohmayer: Das Lehrwerk des Matthäus Roriczer. Hürtgenwald 2004, ISBN 3-87646-104-9.
- Wolfgang Strohmayer: Matthäus Roriczer. Baukunst Lehrbuch. Hürtgenwald 2009, ISBN 978-3-87646-113-7.
- Wolfgang Strohmayer: Spätgotik – die Gestaltungskunst. Tetenhusen 2011, ISBN 978-3-9501365-5-5.
- Wolfgang Strohmayer: Geometrische Logik von Matthäus Roriczer. Tetenhusen 2013, ISBN 978-3-9501365-7-9.
- Wolfgang Strohmayer: Grundlagen einer Kunstlehre. Teil I: Zur „Kunst der Geometrie“ von Matthäus Roriczer. Tetenhusen 2015, ISBN 978-3-9501365-9-3.